# Lepturophis albofuscus
Lepturophis albofuscus — вид неотруйних змій родини вужеві. Вид мешкає у дощових лісах Таїланду, Малайзії, на островах Суматра, Калімантан та Ніас. Тіло сягає до 148 см завдовжки.